# بالگو
بالگو (به فرانسوی: Balgau) یک کمون (فرانسه) در فرانسه است که در canton of Neuf-Brisach واقع شده‌است. بالگو ۹٫۴۹ کیلومتر مربع مساحت دارد ۲۰۵ متر بالاتر از سطح دریا واقع شده‌است.